# Alice Keppel
Alice Frederica Keppel (geboren Edmonstone, 29 april 1869 – 11 september 1947) is de geschiedenis ingegaan als de maîtresse van de prins van Wales, de latere koning Edward VII van Engeland. Bovendien wordt ze herinnerd als de moeder van haar oudste dochter Violet Keppel, (later Trefusis), schrijfster en bekend vanwege haar tumultueuze relatie met de schrijfster Vita Sackville-West. Maar zeker ook door haar andere dochter, Sonia Keppel, later Cubitt, de grootmoeder van Camilla Parker Bowles, de tweede echtgenote van de Britse koning Charles III.

## Afkomst
Alice Keppel zag het levenslicht op het familiekasteel Duntreath nabij Loch Lomond in Schotland. Zij was de dochter van Sir William 4th Baronet Edmonstone en van Mary Elizabeth Parsons. Alice's grootvader van moederskant was gouverneur geweest van de Griekse Ionische eilanden en had daar zijn Griekse bruid (Alice's grootmoeder) van het eiland Ithaka geroofd. Alice was de jongste van negen kinderen. Ze had zeven zusters en een broer met wie ze altijd een nauwe band heeft gehad en die erfgenaam werd van Dunthreath.
Over haar vroege jeugd is niets bekend.

## Huwelijk en perikelen
Op 1 juni 1891 trouwde zij de vier jaar oudere militair George Keppel, lid van de familie Van Keppel en zoon van de 7e Graaf van Albemarle die in dienst was van de koninklijke familie. Alice Keppel steeg zeer snel in de wereld van de society en had talrijke affaires met prominenten. Zij was dan ook met haar goede figuur, stralend blauwe ogen en dik kastanjebruin haar een zeer aantrekkelijke vrouw. De rol van courtisane was in die tijd in de hoogste kringen een volledig geaccepteerd gegeven en George Keppel was dan ook op de hoogte van alle affaires van zijn vrouw. Aan een daarvan, met Ernest William Becket, de latere 2nd Lord Grimthorp, hield zij hoogstwaarschijnlijk haar oudste dochter Violet Keppel, later Trefusis (6 juni 1894,) over. In 1898 ontmoette zij via haar echtgenoot de toen 56-jarige prins van Wales, de toekomstige Edward VII. 
Niet lang na haar ontmoeting met de prins werd Alice zijn maîtresse; zijn "Mrs George" zoals hij haar noemde. Maar zij was niet de enige. Haar mededingster was ene Agnes Keyser, en voor Alice was het Jennie Jerome ofwel Lady Randolph Churchill, de moeder van de latere Prime Minister Winston Churchill geweest. Agnes Keyser echter had in tegenstelling tot Alice Keppel een zeer goede, zo niet vriendschappelijke verstandhouding met de echtgenote van de prins, Alexandra, prinses van Denemarken. Deze was erg op Agnes gesteld. Alice werd door Alexandra slechts gedoogd. Iedere zomer begeleidde Alice samen met haar dochtertjes, Violet en de zes jaar jongere Sonia (mogelijk het kind van de prins) als plaatsvervangend koningin, de prins naar Biarritz, Parijs of Monte Carlo. Alice werd bijna door iedereen, incluis het Engelse kabinet, gerespecteerd en na de dood van Eduard geholpen om haar naam een positieve klank in de geschiedenis te geven. Alleen de Hertog van Norfolk, de Hertog van Portland en de Markies van Salisbury ontzegden haar de toegang tot hun kringen en huis. Uit welke affaire dan ook verkregen, Alice Keppel was een strenge maar liefdevolle moeder voor haar beide dochters. Violet vroeg haar moeder ooit waarom ze "Grandfather" met "His Majesty" moesten aanspreken. Het antwoord bleef uit. Edward betoonde zich ook als een liefdevolle "Grandfather" voor Alice haar kinderen en voor Violet in het bijzonder. Dit terwijl juist Sonia mogelijk zijn eigen dochter was. 
Toen in mei 1910 Edward op sterven lag na een aaneenschakeling van hartaanvallen (hij was toen 68 jaar) zond koningin Alexandra een briefje aan Alice waarin ze haar toestond de prins bij te staan in zijn doodsstrijd. De koning was echter al buiten kennis toen Alice Keppel aan zijn bed verscheen. Na de dood van de koning vertrok Alice met haar hele gezin voor een jaar naar Ceylon. Na een jaar zond zij haar beide dochters naar Duitsland om de taal te leren. Toen zij hen daar na enige tijd bezocht was haar haar volkomen wit geworden en herkende Sonia haar eigen moeder niet toen deze voor haar stond.

## Terug in Engeland
Alice had veel geld van Edward VII geërfd en kon zich nu een aanzienlijk huis in Londen permitteren. Daar groeide zij in de loop der jaren uit tot een van de voornaamste en vooral meest gewaardeerde vrouwen van Engeland. Haar connecties reikten ver. Haar invloed ook maar zij liet zich voorstaan op een discrete houding t.a.v. alles en iedereen die zij kende. Na haar dood werd ze door een vriend bezongen in haar kwaliteiten van een warme persoonlijkheid, een perfecte gastvrouw met een geestig en scherp inzicht en met oog voor de noden van diegenen die minder bedeeld waren. Met de moeilijkheden waarmee haar oudste dochter, die vrouwen boven mannen prefereerde, haar confronteerde en die een inbreuk vormde op het gevestigde klimaat wist zij toch standvastig maar steeds met het beste (in haar ogen dan) voor Violet te handelen. Zijzelf was bepaald geen puritein en wist dat liefde zich op alle mogelijke manieren kon manifesteren. Het enige dat zij van haar dochter eiste was discretie. De discretie waar zij het zelf zo'n eind mee had geschopt.
Toen die gewenste discretie van haar dochter in het geding kwam greep ze met straffe hand in en legde Violet een huisarrest op. Ondanks deze strenge maatregelen groeiden moeder en dochter in de loop van de jaren steeds meer naar elkaar, tot wederzijdse onmisbaarheid toe.

## Italië en dood van Alice Keppel
In 1927 verkochten de Keppels hun huis in Londen en vestigden zich in de villa dell Ombrellino te Florence (Italië), eerst als huurders. Later kocht Alice de villa. Daar zijn zij en George Keppel blijven wonen, met uitzondering van de oorlogsjaren toen zij terug naar Engeland vluchtten. Ook in Italië en m.n. in Florence deed Alice haar naam als voortreffelijke gastvrouw alle eer aan. Zij had in haar kringen een ongekend groot krediet weten op te bouwen. Eenmaal grootmoeder geworden reisde ze vaak naar Engeland om dan bij Sonia, inmiddels Baronesse van Ashcombe en haar kleinkinderen te verblijven. Na de oorlog begon haar eens zo grote vitaliteit haar in de steek te laten. Ze volgde kuur na kuur in Aix-les-Bains maar dat leek eerder slechter dan verbeterend te werken. De diagnose reuma bleek uiteindelijk een leverfalen te zijn. Met Oudjaar 1946, toen in Londen, stuurde zij Violet een Nieuwjaarswens waarin ze zei: "How I wish you, with all my heart and happiness, good luck and good health in 1947, and may it bring us often together" (citaat uit: Violet Trefusis, a solitary woman van Henrietta Sharpe, 1981). 
Op 11 september 1947 overleed Alice Keppel op L'Ombrellino. Zij werd begraven op het kerkhof I Allori te Florence. Twee maanden later volgde haar echtgenoot George haar. Begin oktober werd er een herdenkingsdienst in Londen voor haar gehouden waarbij koningin Mary aanwezig was evenals velen prominenten. Mrs. Alice Keppel was geliefd geweest door velen van verschillende leeftijden, zoals de overlijdensannonces toonden. The Times sprak van haar grote charme die haar tijd had weten te betoveren. Een anonymus schreef: "Het verscheiden van Mrs. Keppel, misschien meer dan het overlijden van welk van haar tijdgenoten dan ook, doet een tijdperk beëindigen. Zonder heel bijzondere schoonheid bezat zij een ondefinieerbare kwaliteit gekoppeld aan charme, chic, waardigheid en vitaliteit die menig mooie vrouw in haar aanwezigheid deed vervagen. Misschien geen van haar vrouwelijke tijdgenoten bezat een grotere geest en boven alles een groter vermogen tot vriendschap". Degene die haar vriendschap het meest ontbeerde was haar dochter Violet. Het testament van haar moeder had bepaald dat L'Ombrellino bestemd was voor Sonia en haar nazaten maar dat Violet, zolang zij leefde het vruchtgebruik van de villa had. Van alle lofzangen die over Alice Keppel werden gehouden werd de mooiste wel geschreven door Violet in haar autobiografie Don't look Round, (1952) en opgedragen aan "my beloved mother". Violet verdoezelt daarin niet de grote invloed die haar moeder op haar leven heeft gehad. Na de dood van Alice Keppel is Violet steeds meer in de voetsporen van haar moeder getreden, qua levensstijl en qua geschapen entourage in grandeur. Violet overleed 25 jaar na haar moeder in hetzelfde bed op L'Ombrellino. Na de dood van Violet heeft haar zuster Sonia Keppel, inmiddels gescheiden van Roland Cubitt, L'Ombrellino verkocht. Alice Keppel heeft haar achterkleinkind Camilla niet meer gezien want daarvoor was ze toen al te ziek, hoewel ze nog leefde toen Camilla geboren werd op 17 juli 1947.
Door het huwelijk van Camilla Parker Bowles (neé Shand) met prins Charles is ook de affaire van haar overgrootmoeder met de betovergrootvader van Charles weer in de belangstelling komen te staan.